# Panzer-Division Schlesien
Die Panzer-Division Schlesien war ein Großverband des Heeres der deutschen Wehrmacht im Zweiten Weltkrieg.

## Geschichte
Einsatzgebiet:
- Ostdeutschland: Februar/März 1945

### Aufstellung
Die Panzer-Division Schlesien wurde im Februar 1945 auf dem Truppenübungsplatz Döberitz in der Nähe von Berlin aufgestellt. Ursprünglich sollte sie Panzer-Division Döberitz heißen, wurde dann jedoch in Panzer-Division Schlesien umbenannt.
Vom Heereszeugamt wurde die Panzer-Division Schlesien mit 21 Panzer IV ausgestattet, im März 1945 kamen weitere 20 Panzer hinzu.

### Verlegung zur Heeresgruppe Weichsel
Im Februar 1945 wurde die Panzer-Division Schlesien der Heeresgruppe Weichsel unterstellt und sollte ihren Einsatzraum in Frankfurt an der Oder erhalten. 

### Auflösung durch Eingliederung die 18. PzGrenDiv
Ende März 1945 wurde die Panzer-Division Schlesien und die Panzer-Division Holstein zur 18. Panzergrenadier-Division vereinigt.

## Personen
| Dienstzeit                    | Dienstgrad | Name           |
| ----------------------------- | ---------- | -------------- |
| 28. Februar bis 25. März 1945 | Oberst     | Ernst Wellmann |

## Gliederung

### Gliederung bei Aufstellung
- Panzer-Abteilung „Schlesien“
  - 1.–3. Sturmgeschütz-Kompanie[1]
- Panzergrenadier-Regiment „Schlesien“
  - I. Bataillon (gp.)
  - II. Bataillon (mot)
  - Pionier-Kompanie
  - schwere Infanteriegeschütz-Kompanie
- Panzer-Aufklärungs-Kompanie „Schlesien“
- Panzer-Artillerie-Regiment „Schlesien“
  - gemischte Abteilung[2]
  - Luftwaffen-Flak-Abteilung
- Panzerjäger-Kompanie
- Panzerpionier-Kompanie „Schlesien“ (mot)
  - 3./Panzerpionier-Bataillon 32 der 12. Panzer-Division
- Panzer-Nachrichten-Kompanie „Schlesien“

### Gliederung am 10. März 1945
- Divisionsstab
- Divisions-Begleit-Kompanie
  - Grenadierzug, Kradmeldezug, Flak-Zug[3]
- Panzer-Abteilung „Schlesien“ (Bestand: 31 Panzer IV, 10 Panzer IV/70)
  - Stab mit Stabskompanie
  - 1.–4. Kompanie
  - Panzer-Werkstatt-Zug
- Panzer-Grenadier-Regiment „Schlesien“
  - Stab mit Stabskompanie
  - I. Bataillon mit Stab
    - 1.–3. Kompanie (58 Schützenpanzerwagen, davon 6 Sd.Kfz.251/22)
    - 4. Kompanie (mot.)

  - II. Bataillon mit Stab
    - 5.–8. Kompanie (mot.)

  - III. Bataillon mit Stab
    - 9.–12. Kompanie (mot.)
    - 13. Kompanie (sIG)
    - 14. Kompanie (Pionier, mot.)
- Füsilier-Bataillon
  - Stab
  - 1.–4. Kompanie (mot.)
- Panzer-Aufklärungs-Kompanie „Schlesien“
- Panzerjäger-Abteilung „Schlesien“
  - 1. Kompanie (10 Jagdpanzer 38)
  - Stab, 2. und 3. Kompanie (21 Jagdpanzer 38) in Aufstellung
- Panzer-Artillerie-Regiment „Schlesien“
  - Stabsbatterie
  - I. Abteilung: Stab, Stabsbatterie, 1. und 2. leichte Batterie (je 6 leFH), 3. schwere Batterie, 4. sFH Batterie
  - II. (Lw.)Flak-Artillerie-Abteilung: Stab, Stabsbatterie, 1.–3. schwere Batterie (je 4 8,8 cm Flak und 3 2 cm Flak)
  - (Die II. Abteilung ging wahrscheinlich aus der schweren Flak-Abteilung 420 hervor.)
- Pionier-Bataillon (mot.) „Schlesien“
  - Stab
  - 1.–3. Kompanie
- Panzer-Nachrichten-Kompanie „Schlesien“
- Versorgungstruppen
  - 1 Kraftfahr-Kompanie (100 t)
  - 1 Verwaltungs-Kompanie
  - 3./Werkstatt-Kompanie 84
  - 1 Sanitäts-Kompanie und 1 Krankenwagen-Zug
  - Feldpostamt